# Tamiya Inc. Co.

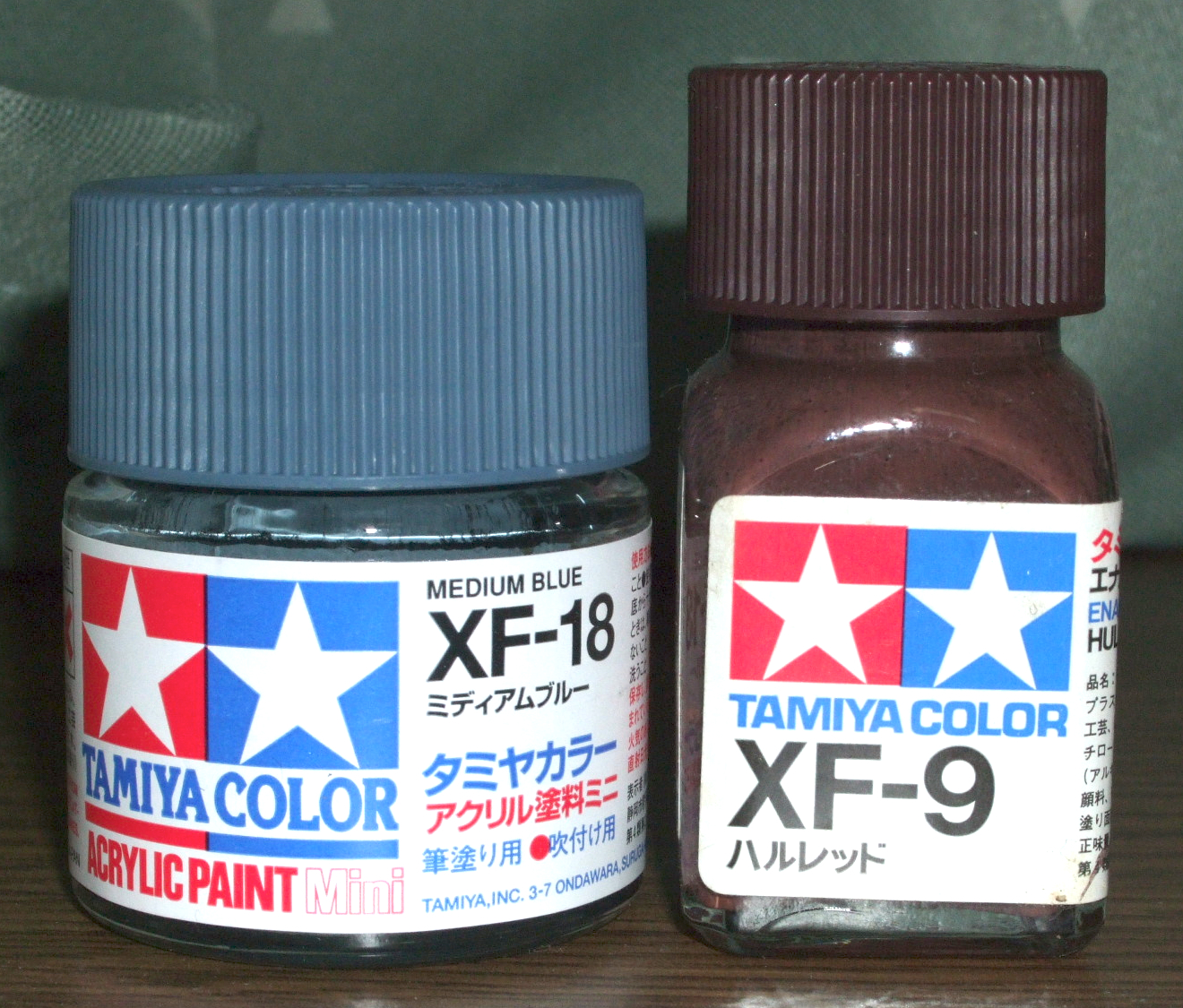
Pinturas para maquetas con el logo Tamiya Inc.Co.

Tamiya Inc. Corporation. es una reconocida compañía japonesa dedicada a la fabricación de kits para montaje, de maquetas a escala de plástico inyectado, resina o madera y accesorios, así como de aplicaciones de montaje con fines didácticos y educativos.

## Historia
Tamiya Inc. Co existe desde el año 1948 por la tenaz iniciativa de Yoshio Tamiya, quien fundó la compañía iniciándose con kits de madera.  
En 1946, recién terminada la guerra, es cuando Yoshio Tamiya tuvo la inspiración de fundar una empresa que se dedicara a la confección de maquetas en la ciudad de Shizuoka, en el barrio de Oshika. La empresa inicialmente se llamó Tamiya Shoji & Co.
Los kits de madera de fina definición se mantuvieron hasta 1955, cuando lanzó un tanque motorizado de piezas de madera que estaba micromotorizado. Este kit se hizo muy popular y conocido en el mundo.

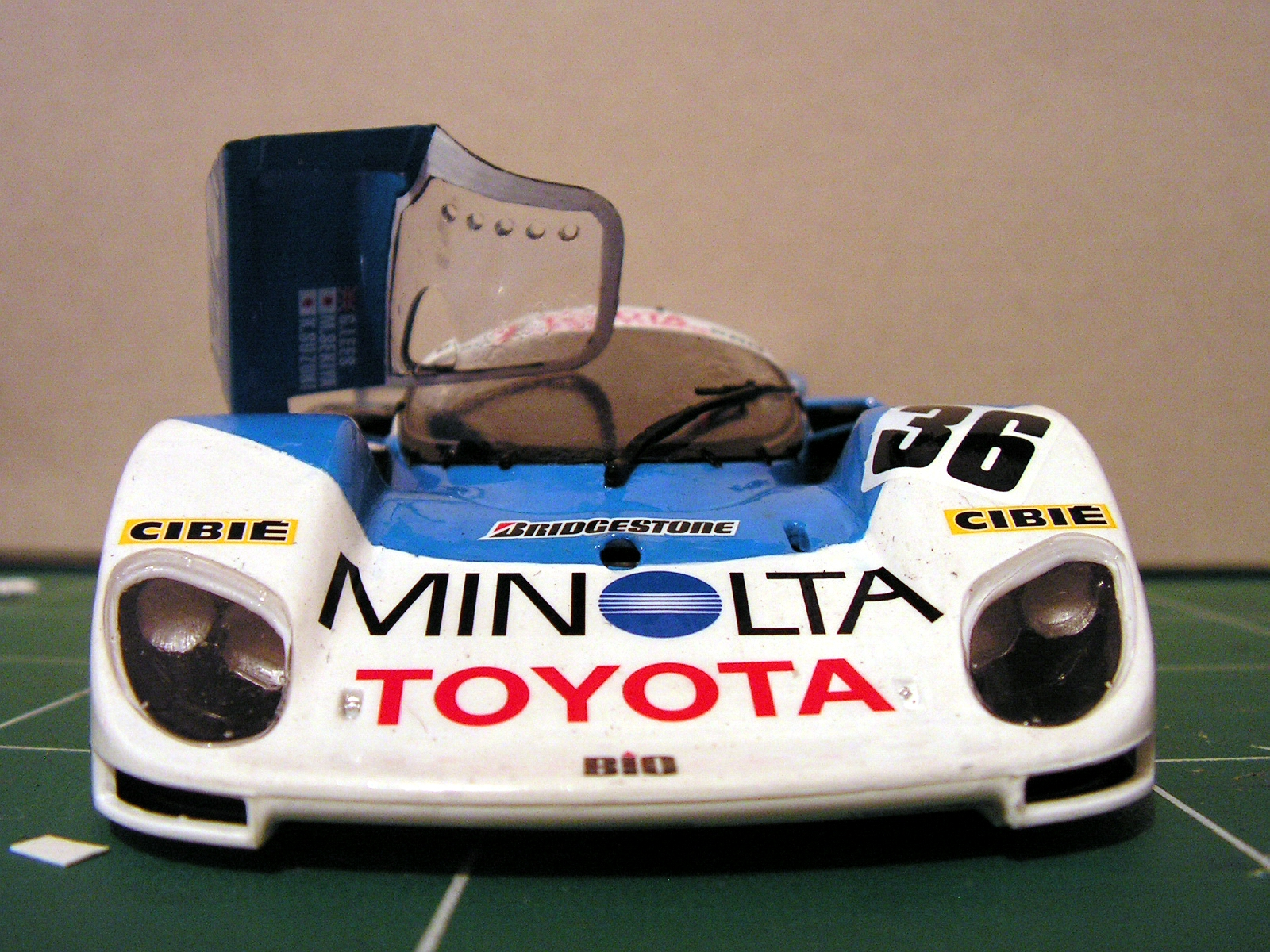
Una maqueta de la línea Racer automotríz

En 1960, Tamiya fabricó sus primeros kits de piezas de plástico inyectado, lanzando al mercado una maqueta a escala 1/800 del acorazado Yamato y en 1961 lanza el primer kit de un tanque alemán Panther en escala 1/35. En 1962 pasa a llamarse The Tamiya Plastic Kogyo Co.
Durante toda la década de los sesenta, Tamiya desarrolla nuevos moldes para kits en plástico inyectado, lanzando una serie de kits militares.
En 1969, The Tamiya Plastic Kogyo Co. funda Tamiya Plastic Model Co. La empresa sigue en expansión incesante y en la década de los setenta lanza kits de plástico inyectado de alta fidelidad, sobre la temática automotriz,  colocando en el mercado del hobby maquetas de automóviles de carrera, motos, kits de figuras relacionadas, etc. En 1978, lanza sus kits en escala 1/350 de navíos alemanes de la clase Bismarck y la clase británica King George V, cuya tirada se extiende hasta los comienzos del siglo XXI.
Tamiya además, lanza la serie "waterline" a escala 1/700 con maquetas de los principales buques de la Armada Imperial Japonesa, británica y alemana. Paralelamente, lanza su línea aeronáutica con maquetas de aviones de la Segunda Guerra Mundial y modernos a escala 1/48.

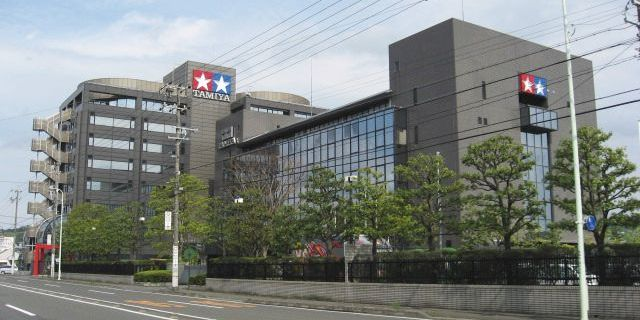
Las oficinas de Tamiya en Shizuoka

En 1981, Tamiya Shoji & Co. inaugura su edificio administrativo en Shizuoka y en 1983 lanza sus pinturas de esmalte, base disolvente, para maquetas y en 1984 funda Tamiya Inc. Co. La producción es automatizada y relanza su línea de maquetas de "racer" automotrices pero con el plus de ser operadas por radiocontrol.
Entre 1989 y 1990 Tamiya Inc. Co. se expande fundando sedes en Estados Unidos, Filipinas, China, Europa (Alemania) y abre nuevas fábricas en Japón para suplir los nuevos mercados y enfoca sus desarrollos en la línea de la maquetería automotriz. En 2000, lanza sus kits Radiocontrolados  a escala 1/16 con tanques Panzer IV.  
Hoy en día preside la Cía. el señor Shunsaku Tamiya. Tamiya es hoy una marca muy reconocida en el mundo por la fidelidad y el elevado estándar de calidad de sus productos.

## Véase empresas similares
- Heller
- Revell